# Ng Akew
Ng Akew (1820-1880), va ser una contrabandista xinesa i dona de negocis a Hong Kong. Va ser la figura central en un escàndol de pirateria i contraban el 1849 que va cridar una gran atenció com a cause cèlèbre.
Ng Akew, de la minoria ètnica tanka, fou una servent i protegida del contrabandista d'opi nord-americà James Bridges Endicott a Hong Kong i sembla que va estar implicada en el seu negoci. El 1849, comprà a Endicott una part del seu carregament d'opi, que va vendre a la costa des dels seus propis vaixells. Quan els pirates van robar el seu vaixell i la seva càrrega, va viatjar a la base dels pirates i va negociar una indemnització. Poc després, un vaixell nord-americà va ser atacat i la seva càrrega robada per un vaixell pirata en què es trobava present Ng Akew. Més tard es va descobrir la càrrega robada al seu propi vaixell. Es va suposar que havia negociat amb els pirates que la càrrega del següent atac pirata aniria a ella com a compensació per la càrrega que li van robar. La seva culpabilitat no es va poder demostrar en els tribunals i, per tant, va ser alliberada, però el cas es va fer famós en el seu temps.
Quan Bridges Endicott es va retirar a Macau va proporcionar-li terres a Hong Kong. La seva intel·ligència, la personalitat decidida i l'habilitat amb les finances dugueren a Akew a convertir-se en una dona de negocis i propietària de cases d'alt nivell adquisitiu, així com en una persona clau en la Hong Kong del moment i en una líder no oficial de les dones de la seva comunitat.